# London Streets

Logotipo de London Streets.

London Streets (conocido como Street Management hasta abril de 2007) es una rama de Transport for London (TfL), la cual es responsable de administrar las principales rutas en Londres, una red total de 580 kilómetros de caminos. Estas rutas también son conocidas como "rutas rojas" o la Red de Caminos de Transport for London (Transport for London Road Network (TLRN)), las cuales pueden ser identificadas por sus marcas y señales de color rojo.
London Streets es responsable de administrar el cargo por congestión en Londres, un impuesto que se carga a los motoristas que entran al área central de Londres. Además de ello, administra los sistemas de circuito cerrado de televisión de las calles de Londres, el control de los semáforos y las cámaras de refuerzo de frecuencias de buses (Bus Lane Enforcement Cameras (BLEC)).
Las autopistas de Londres son responsabilidad de la Agencia de Autopistas (Highway Agency).